# Croque-monsieur
Pour les articles homonymes, voir Croque.
Un croque-monsieur ou croquemonsieur est un plat culinaire originaire de France, à base de pain, de jambon blanc et de fromage (emmental, comté…). 
Il est cuit à la cuisinière, au feu de bois, au poêle à charbon ou même dans la cheminée grâce à un ustensile de cuisine spécialisé en fonte muni de longs manches (appelé « fer à croque-monsieur » ou « fer à sandwiches »), ou grillé à la poêle, au four, ou, depuis les années 1970-1980, dans un appareil électrique spécialisé.

## Origine
Certaines sources[Qui ?] indiquent qu'il serait apparu pour la première fois en 1910 au menu d'un café parisien, boulevard des Capucines. L'origine du mot resterait néanmoins inconnue, la théorie plus répandue étant que le bistrotier du café, Michel Lunarca, aurait lancé, sous forme de boutade, que la viande à l'intérieur du sandwich était de la chair humaine.
Mais le croque-monsieur a été inventé avant son apparition à la carte des restaurants et on en trouve mention dès la fin du XIXe siècle, ainsi, en 1891, on peut lire dans La Revue athlétique:

« Il est tard et nous avons grand faim. Que faire pour le déjeuner ? Le jambon devient monotone à la longue. Le Diplomate qui est un peu gourmand, en quoi il ressemble à Talleyrand, a une idée. « Faisons des croque-monsieur ». Vite le pain à toast, le beurre, le fromage de gruyère, le jambon, un peu de poivre de Cayenne et à l'œuvre. L'un coupe, l'autre beurre, le troisième réunit le tout en sandwichs que Vincent fait sauter dans la poêle.
Ils sont exquis, les croque-monsieur, un peu gros peut-être, faits pour des mâchoires de géants, mais qu'importe. On en mange, on y revient, on s'extasie. »

En 1893, dans La Liberté, un journaliste fait l'éloge d'un « plat tout à fait délicieux » qu'il vient de découvrir : les croque-monsieur. Il en donne sensiblement la même recette. Au début du XXe siècle, le croque-monsieur a fait son entrée dans la cuisine familiale. L'apparition du « croque-madame » semble plus tardive, mais néanmoins antérieure à 1948, date indiquée dans la notice du mot dans Le Petit Robert.
Marcel Proust fait mention du croque-monsieur dans À l'ombre des jeunes filles en fleurs, paru en 1919 : « Or, en sortant du concert, comme, en reprenant le chemin qui va vers l'hôtel, nous nous étions arrêtés un instant sur la digue, ma grand-mère et moi, pour échanger quelques mots avec madame de Villeparisis qui nous annonçait qu'elle avait commandé pour nous à l'hôtel des croque-monsieur et des œufs à la crème. »,
Lors de la première séance du Dictionnaire de l'Académie française à laquelle Louis Leprince-Ringuet a assisté, en 1966, il a été discuté du mot « croque-monsieur ». La définition retenue a été : « Mets composé de deux tranches de pain de mie entre lesquelles on a placé du jambon recouvert de fromage et que l'on passe au four. » De retour chez lui, madame Leprince-Ringuet lui fit remarquer que c'était bien la preuve que cette assemblée était uniquement masculine, puisque, comme toutes les femmes le savent, un croque-monsieur ne se cuit pas au four, mais au moyen d'un ustensile ménager spécifique. À la session suivante, Louis Leprince-Ringuet montra cet ustensile à ses collègues. Malgré cette démonstration amusante, la définition est restée inchangée.

## Variantes

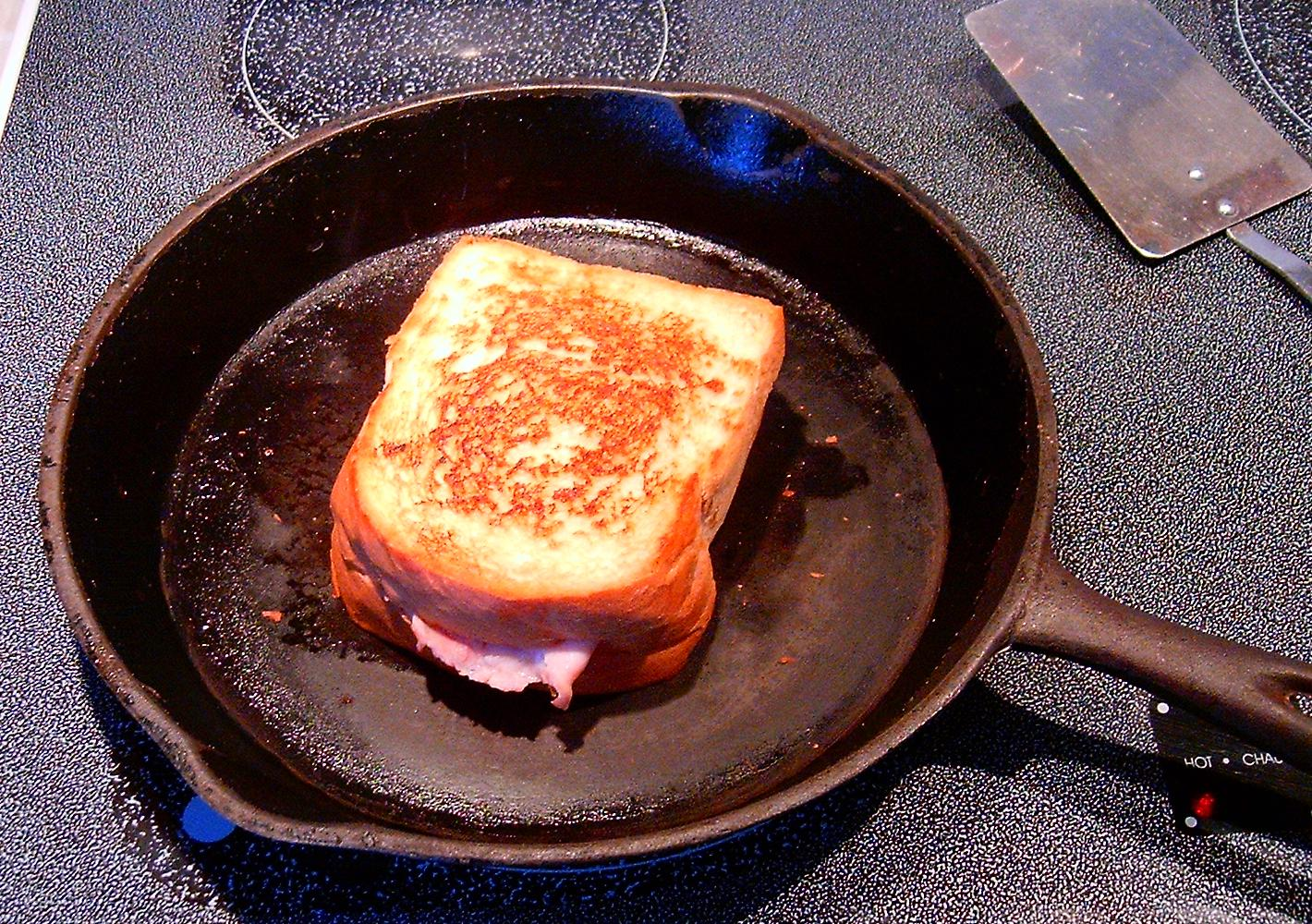
Croque-monsieur cuisiné à la poêle.

Le pain, parfois gratiné, peut être baigné dans des œufs battus avant d'être grillé.
Des variantes plus élaborées sont servies accompagnées d'une sauce Mornay ou d'une béchamel.
Le croque-madame est un croque-monsieur surmonté d'un œuf à cheval.
L'ajout ou la substitution d'un ingrédient ont donné naissance à d'autres variantes, telles que le sandwich Monte Cristo (en) ou le croque gallois.
De nos jours, la variante la plus utilisée reste celle à la béchamel[réf. souhaitée]. Cette version plus consistante a l'avantage de donner un excellent compromis entre le craquant et le moelleux du pain une fois passée au four.

## Orthographe
Le nom « croque-monsieur » est invariable selon l'orthographe traditionnelle. On trouve néanmoins parfois l'orthographe « croque-messieurs », comme dans le Dictionnaire Quillet de la langue française, édition de 1965.
Depuis les rectifications orthographiques du français en 1990, il s'écrit aussi sans trait d'union et alors, il « suit la règle générale du singulier et du pluriel, ».

## Dans la culture populaire
- Dans l'épisode 95 de la saison 2 de Kaamelott, Guethenoc se plaint à Arthur que la Bretagne n'a pas de plat national. Soulignant que la paysannerie bretonne produit le plus mauvais vin et le plus mauvais pain, Arthur invite Karadoc pour inventer le fameux plat composé de deux tranches de pain, deux tranches de jambon fumé et deux tranches de fromage. Guethenoc propose de l'appeler le Karadoc, qui répond : « Non, c'est trop long. Ma famille m'appelle Croque. » Arthur présente donc le fameux mets : « Le croque, messieurs[15]. »
- « Monsieur Croque-Monsieur » est le titre d'une chanson de Chantal Goya[16] et le nom du crocodile dont parle la chanson[17].